# Tyne and Wear
Tyne and Wear (de la numele rîurilor Tyne și Wear) este un comitat în nordul Angliei.

## Orașe
- Blaydon
- Gateshead
- Hetton-le-Hole
- Houghton-le-Spring;
- Jarrow
- Killingworth
- Low Fell
- Newcastle upon Tyne
- North Shields
- South Shields
- Sunderland
- Wallsend
- Washington;
- Whickham
- Whitley Bay

1. ↑   http://ons.maps.arcgis.com/home/item.html?id=a79de233ad254a6d9f76298e666abb2b Lipsește sau este vid: |title= (ajutor)